# Џингоизам
Џингоизам (енгл. jingoism) је британска варијанта такозваног хура-патриотизма, односно арогантни шовинизам. Настао је по једној песми крајем 19. века, у којој се помиње „џинго“ уместо Христа, односно Бога (Jesus/џизас — Jingo/џинго, по другој варијанти по баскијском Jainko за Бога):
-{We don't want to fight

But, by Jingo, if we do,

We've got the ships,

We've got the men,

We've got the money, too.}-
Ми не желимо у рат,

али у име џинга, ако пак морамо,

ми имамо бродове,

имамо људе,

а имамо и паре.